# Отворено првенство Стокхолма у тенису
Отворено првенство Стокхолма је тениски турнир за мушкарце. Део је серије АТП 250 турнира. Одржава се сваке године у Стокхолму, главном граду Шведске. Игра се у дворанским условима, а одржава се углавном у октобру месецу. Од 1990. до 1994. године био је део АТП Мастерс серије турнира. Први победник турнира одржаног 1969. године у појединачној конкуренцији, био је Никола Пилић из Југославије.

## Протекла финала

### Мушкарци појединачно
| Година | Победник                              | Финалиста                             | Резултат                              |
| ------ | ------------------------------------- | ------------------------------------- | ------------------------------------- |
| 1969.  | Никола Пилић                          | Илије Настасе                         | 6:4, 4:6, 6:2                         |
| 1970.  | Стен Смит                             | Артур Еш                              | 5:7, 6:4, 6:4                         |
| 1971.  | Артур Еш                              | Јан Кодеш                             | 6:1, 3:6, 6:2, 1:6, 6:4               |
| 1972.  | Стен Смит (2)                         | Том Окер                              | 6:4, 6:3                              |
| 1973.  | Том Горман                            | Бјерн Борг                            | 6:3, 4:6, 7:6(7:5)                    |
| 1974.  | Артур Еш (2)                          | Том Окер                              | 6:2, 6:2                              |
| 1975.  | Адријано Паната                       | Џими Конорс                           | 4:6, 6:3, 7:5                         |
| 1976.  | Марк Кокс                             | Мануел Орантес                        | 4:6, 7:5, 7:6                         |
| 1977.  | Сенди Мејер                           | Рејмонд Мур                           | 6:2, 6:4                              |
| 1978.  | Џон Макенро                           | Тим Галиксон                          | 6:2, 6:2                              |
| 1979.  | Џон Макенро (2)                       | Џин Мејер                             | 6:7, 6:3, 6:3                         |
| 1980.  | Бјерн Борг                            | Џон Макенро                           | 6:3, 6:4                              |
| 1981.  | Џин Мејер                             | Сенди Мејер                           | 6:4, 6:2                              |
| 1982.  | Анри Леконт                           | Матс Виландер                         | 7:6, 6:3                              |
| 1983.  | Матс Виландер                         | Томаш Шмид                            | 6:1, 7:5                              |
| 1984.  | Џон Макенро (3)                       | Матс Виландер                         | 6:2, 3:6, 6:2                         |
| 1985.  | Џон Макенро (4)                       | Андерс Јерид                          | 6:1, 6:2                              |
| 1986.  | Стефан Едберг                         | Матс Виландер                         | 6:2, 6:1, 6:1                         |
| 1987.  | Стефан Едберг (2)                     | Јонас Свенсон                         | 7:5, 6:2, 4:6, 6:4                    |
| 1988.  | Борис Бекер                           | Петер Лундгрен                        | 6:4, 6:1, 6:1                         |
| 1989.  | Иван Лендл                            | Магнус Густафсон                      | 7:5, 6:0, 6:3                         |
| 1990.  | Борис Бекер (2)                       | Стефан Едберг                         | 6:4, 6:0, 6:3                         |
| 1991.  | Борис Бекер (3)                       | Стефан Едберг                         | 3:6, 6:4, 1:6, 6:2, 6:2               |
| 1992.  | Горан Иванишевић                      | Ги Форже                              | 7:6(7:2), 4:6, 7:6(7:5), 6:2          |
| 1993.  | Михаел Штих                           | Горан Иванишевић                      | 4:6, 7:6(8:6), 7:6(7:3), 6:2          |
| 1994.  | Борис Бекер (4)                       | Горан Иванишевић                      | 4:6, 6:4, 6:3, 7:6(7:4)               |
| 1995.  | Томас Енквист                         | Арно Беч                              | 7:5, 6:4                              |
| 1996.  | Томас Енквист (2)                     | Тод Мартин                            | 7:5, 6:4, 7:6(7:0)                    |
| 1997.  | Јонас Бјеркман                        | Јан Симеринк                          | 3:6, 7:6(7:2), 6:2, 6:4               |
| 1998.  | Тод Мартин                            | Томас Јохансон                        | 6:3, 6:4, 6:4                         |
| 1999.  | Томас Енквист (3)                     | Магнус Густафсон                      | 6:3, 6:4, 6:2                         |
| 2000.  | Томас Јохансон                        | Јевгениј Кафељников                   | 6:2, 6:4, 6:4                         |
| 2001.  | Шенг Схалкен                          | Јарко Нијеминен                       | 3:6, 6:3, 6:3, 4:6, 6:3               |
| 2002.  | Парадорн Сричапан                     | Марсело Риос                          | 6:7(2:7), 6:0, 6:3, 6:2               |
| 2003.  | Марди Фиш                             | Робин Седерлинг                       | 7:5, 3:6, 7:6(7:4)                    |
| 2004.  | Томас Јохансон (2)                    | Андре Агаси                           | 3:6, 6:3, 7:6(7:4)                    |
| 2005.  | Џејмс Блејк                           | Парадорн Сричапан                     | 6:1, 7:6(8:6)                         |
| 2006.  | Џејмс Блејк (2)                       | Јарко Нијеминен                       | 6:4, 6:2                              |
| 2007.  | Иво Карловић                          | Томас Јохансон                        | 6:3, 3:6, 6:1                         |
| 2008.  | Давид Налбандијан                     | Робин Седерлинг                       | 6:2, 5:7, 6:3                         |
| 2009.  | Маркос Багдатис                       | Оливје Рокус                          | 6:1, 7:5                              |
| 2010.  | Роџер Федерер                         | Флоријан Мајер                        | 6:4, 6:3                              |
| 2011.  | Гаел Монфис                           | Јарко Нијеминен                       | 7:5, 3:6, 6:2                         |
| 2012.  | Томаш Бердих                          | Жо-Вилфрид Цонга                      | 4:6, 6:4, 6:4                         |
| 2013.  | Григор Димитров                       | Давид Ферер                           | 2:6, 6:3, 6:4                         |
| 2014.  | Томаш Бердих (2)                      | Григор Димитров                       | 5:7, 6:4, 6:4                         |
| 2015.  | Томаш Бердих (3)                      | Џек Сок                               | 7:6(7:1), 6:2                         |
| 2016.  | Хуан Мартин дел Потро                 | Џек Сок                               | 7:5, 6:1                              |
| 2017.  | Хуан Мартин дел Потро (2)             | Григор Димитров                       | 6:4, 6:2                              |
| 2018.  | Стефанос Циципас                      | Ернестс Гулбис                        | 6:4, 6:4                              |
| 2019.  | Денис Шаповалов                       | Филип Крајиновић                      | 6:4, 6:4                              |
| 2020.  | није играно — пандемија вируса корона | није играно — пандемија вируса корона | није играно — пандемија вируса корона |
| 2021.  | Томи Пол                              | Денис Шаповалов                       | 6:4, 2:6, 6:4                         |
| 2022.  | Холгер Руне                           | Стефанос Циципас                      | 6:4, 6:4                              |

## Рекорди

### Највише титула у појединачној конкуренцији
- Џон Макенро: 4 (1978, 1979, 1984, 1985)
- Борис Бекер: 4 (1988, 1990, 1991, 1994)

### Највише титула у конкуренцији парова
- Кевин Улијет: 5 (1999, 2002, 2006, 2008, 2009)

### Најстарији победник у појединачној конкуренцији
- Марк Кокс: 33 године (1976)

### Најмлађи победник у појединачној конкуренцији
- Матс Виландер: 19 година (1983)

### Најниже рангирани шампион од 1978.
- Маркос Багдатис: 66. место на АТП листи (2009)

### Највише добијених мечева
- Стефан Едберг: 34

Извор: